# Saul Czernichowski
Saul Czernichowski (hebr. ‏שאול טשרניחובסקי‎, ros. Саул Гутманович Черниховский; ur. 8 sierpnia?/20 sierpnia 1875 w Michajłowce, obecnie na Ukrainie, zm. 14 października 1943 w Jerozolimie) – pisarz żydowski, tworzący w języku hebrajskim, z zawodu lekarz.

## Życiorys
Pochodził z terenu obecnej Ukrainy, od 1922 przebywał w Berlinie, od roku 1931 w Palestynie. Uważany, wraz z Chaimem Nachmanem Bialikiem, za odnowiciela poezji hebrajskiej w XX wieku. Był autorem pieśni lirycznych, poematów, sielanek, m.in. Chezjonot u-meginot („Wizje i smutki”, 1898), także poematów, m.in. historycznych, osnutych na tle pogromu gimnazjum żydowskiego w Nadrenii podczas I krucjaty, Baruch mi-Magenca („Baruch z Moguncji”, 1905). Tłumaczył na język hebrajski z piętnastu języków, m.in.: Eddę, Goethego, Heinego, Homera (eposy)  Kalewalę, Moliera, Platona, Puszkina, Szekspira.

## Nagroda im. Saula Czernichowskiego
Wyrazem uznania dla poety było ustanowienie przez władze Tel Awiwu w 1942 corocznej Nagrody im. Saula Czernichowskiego za wzorcowy przekład na język hebrajski. Pierwszym laureatem nagrody został w 1942 sam Czernichowski za przekład Odysei. Wśród laureatów znaleźli się:  Boris Gaponow (1969) za wydane w Izraelu,  przekład Rycerza w tygrysiej skórze, Josef Lichtenbaum (1953) za tłumaczenie na hebrajski Pana Tadeusza.